# Kýrros
Kýrros är en fornlämning i Grekland.   Den ligger i prefekturen Nomós Péllis och regionen Mellersta Makedonien, i den norra delen av landet, 300 km norr om huvudstaden Aten. Kýrros ligger 11 meter över havet.
Terrängen runt Kýrros är platt åt sydost, men åt nordväst är den kuperad. Runt Kýrros är det ganska tätbefolkat, med 149 invånare per kvadratkilometer. Närmaste större samhälle är Giannitsá, 3,3 km öster om Kýrros. Trakten runt Kýrros består till största delen av jordbruksmark.